# Radamisto (Händel)

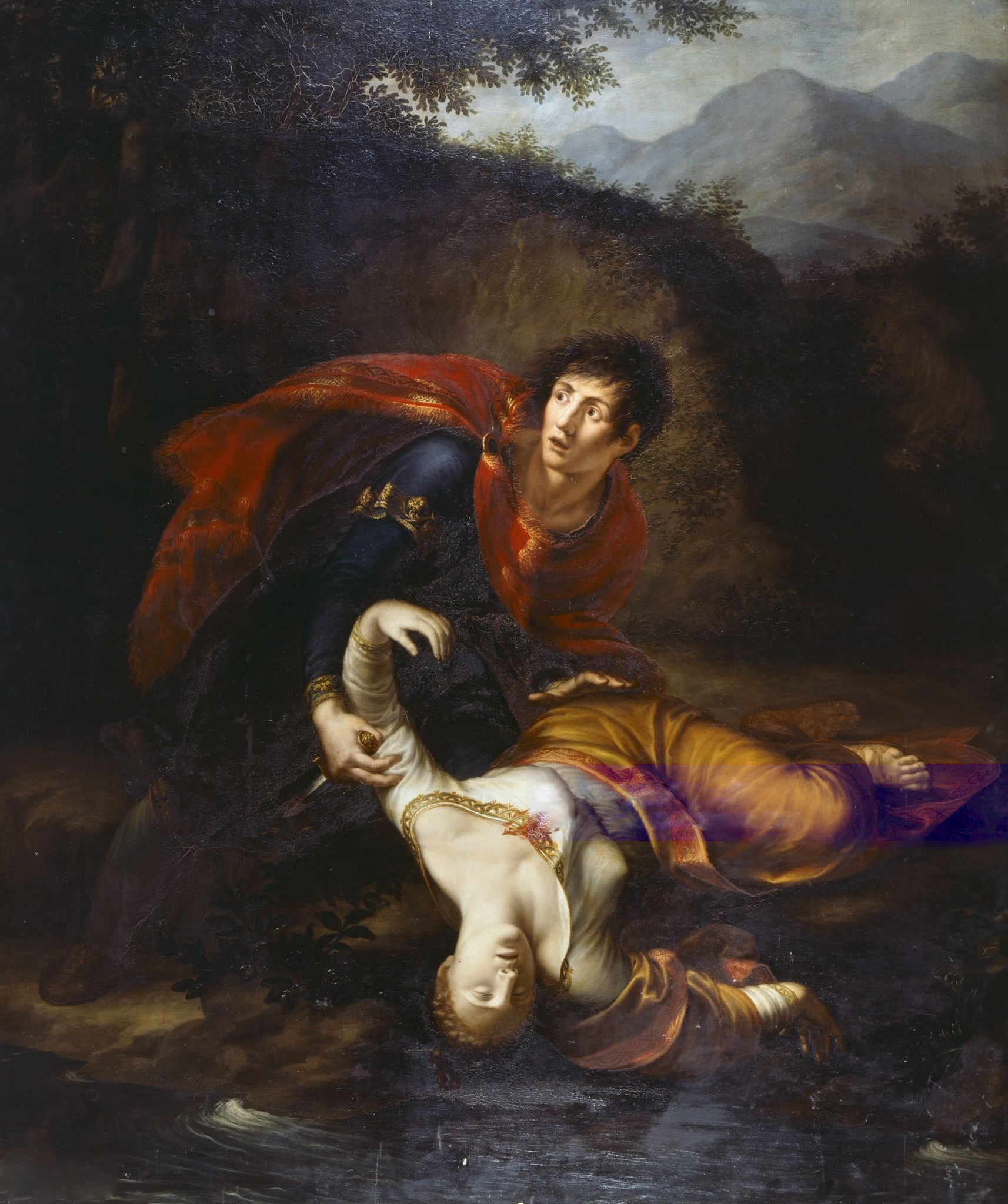
Radamisto spinge Zenobia nel fiume Arasse

Radamisto  (HWV 12) è un'opera seria in tre atti di Georg Friedrich Händel su un libretto italiano di Nicola Francesco Haym, basato su L'amor tirannico, o Zenobia di Domenico Lalli e Zenobia di Matteo Noris. Fu la prima opera di Händel per la Royal Academy of Music. La trama dell'opera è liberamente tratta da alcuni episodi degli Annali della Roma Imperiale di Tacito.

## Storia delle esecuzioni
La prima rappresentazione avvenne al King's Theatre di Londra il 27 aprile 1720, alla presenza di re Giorgio I e suo figlio, il principe di Galles e fu considerato un successo a cui seguirono di conseguenza 10 repliche. Per una ripresa il 28 dicembre 1720 fu scritta una versione rimaneggiata, con cantanti differenti, tra cui il rinomato castrato Senesino di fama internazionale, nel primo dei molti ruoli in cui si esibì in opere di Händel. Seguirono ancora altre revisioni fino all'ennesima versione presentata nel 1721.
Nel 1728 Radamisto fu nuovamente modificato per un'altra ripresa con le due famose prime donne Cuzzoni e Faustina e con Senesino. Fu rappresentato anche ad Amburgo. La prima esecuzione moderna è stata a Göttingen il 27 Giugno 1927.
Come la maggior parte delle opere serie, in particolare di epoca barocca, Radamisto non fu più rappresentato per molti anni, ma con la ripresa dell'interesse per la musica barocca e l'inizio delle esecuzioni storicamente informate a partire dal 1960, Radamisto, come tutte le opere di Händel, viene eseguito al giorno d'oggi in molti festival e teatri d'opera. La prima produzione negli Stati Uniti, in una versione semi-scenica, ha avuto luogo il 16 febbraio 1980 a Washington DC e la prima rappresentazione teatrale completa è stata data dall'Opera di Chicago nel 1984. Tra le altre produzioni, Radamisto è stato messo in scena dall'Opera di Santa Fe nel 2008, dall'English National Opera nel 2010 e dal Theater an der Wien nel 2013. Un'acclamata produzione di Radamisto (prima versione) fu diretta da Sigrid T'Hooft al Badisches Staatstheater di Karlsruhe, nel 2009. Completamente concepita nello stile dell'epoca (lo spunto fu preso dal libretto originale), la messa in scena di T'Hooft è stata ripresa ed ora si colloca tra gli esempi più significativi di esecuzioni storicamente informate dell'opera.

## Ruoli
| Ruolo                                      | Tipo voce                                       | Cast della prima, 27 Aprile 1720 | Versione modificata Cast della prima, 28 dicembre 1720 | Versione modificata Cast della prima, 1728 |
| ------------------------------------------ | ----------------------------------------------- | -------------------------------- | ------------------------------------------------------ | ------------------------------------------ |
| Radamisto, figlio di Farasmane             | soprano / contralto castrato                    | Margherita Durastanti            | Francesco Bernardi, detto Senesino                     | Senesino                                   |
| Zenobia, sua moglie                        | contralto / soprano / soprano                   | Anastasia Robinson               | Margherita Durastanti                                  | Faustina Bordoni                           |
| Tiridate, Re d'Armenia                     | tenore / basso                                  | Alexander Gordon                 | Giuseppe Maria Boschi                                  | Giuseppe Maria Boschi                      |
| Polissena, sua moglie, figlia di Farasmane | soprano                                         | Ann Turner Robinson              | Maddalena Salvai                                       | Francesca Cuzzoni                          |
| Farasmane, Re di Tracia                    | basso                                           | John Lagarde                     | John Lagarde                                           | Giovanni Battista Palmerini                |
| Tigrane, Principe del Ponto                | soprano / soprano castrato / contralto castrato | Caterina Galerati                | Matteo Berselli                                        | Antonio Baldi                              |
| Fraarte, fratello di Tiridate              | soprano castrato / soprano                      | Benedetto Baldassari             | Caterina Galerati                                      | (ruolo tagliato)                           |

## Trama
Luogo: Armenia
Periodo: 53 d.C.

### Atto 1

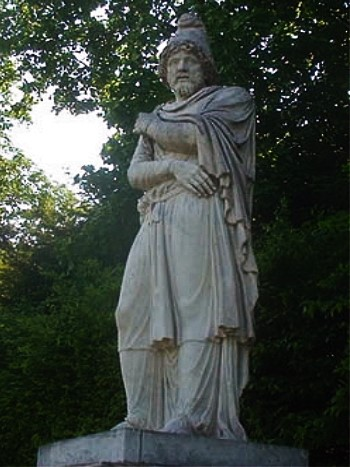
Statue of Tiridates I of Armenia in the park of the Palace of Versailles

Nella tenda reale al di fuori della città, Polissena, disperatamente infelice, prega gli dei di aiutarla nel suo dolore. È sposata con Tiridate, re d'Armenia, che è follemente innamorato di un'altra donna, Zenobia, sposata con il fratello di Polissena, il principe Radamisto, erede al trono del regno confinante di Tracia. 
Fraarte, fratello di Tiridate e Tigrane, un alleato di Tiridate, vengono da Polissena a dirle che tale è l'ossessione del marito per la cognata Zenobia che ha dichiarato guerra al regno e sta assediando la città, tutto in modo da essere in grado di soddisfare il suo desiderio per lei. Fraarte e Tigrane consigliano la regina Polissena di dimenticare il marito e consolalarsi con Tigrane, che è innamorato di lei, ma Polissena non è interessata. Tiridate entra e dice alla moglie di andare; Re Farasmane d'Armenia, il padre, viene portato davanti a Tiridate in catene, dopo essere stato catturato in battaglia e Tiridate avverte che sarà messo a morte a meno che Zenobia non gli venga concessa.
Nel campo di Tiridate, Radamisto e Zenobia sono venuti a cercare di negoziare il rilascio di Re Farasmene, il padre di Radamisto. Tiridate minaccia di uccidere Farasmene a meno che non rinuncino alla città. Al fine di evitare ulteriori spargimenti di sangue, Zenobia si offre a Tiridate, ma Farasmene dice che preferirebbe morire piuttosto che vivere sacrificando l'onore di sua nuora.
Di fronte al palazzo di Tiridate, egli viene accolto mentre ritorna vittorioso dalla battaglia. Radamisto e Zenobia sono scappati e re Farasmene sarà tenuto in ostaggio fino a quando non verranno ritrovati. Polissena rimprovera il marito Tiridate per il suo comportamento disonorevole e la sua ricerca adultera della cognata, ma la sua unica risposta è per dirle di tacere. Tigrane si fa avanti di nuovo con le sue attenzioni per lei, ma Polissena lo respinge e può solo sperare che li attendano tempi più felici.

### Atto 2

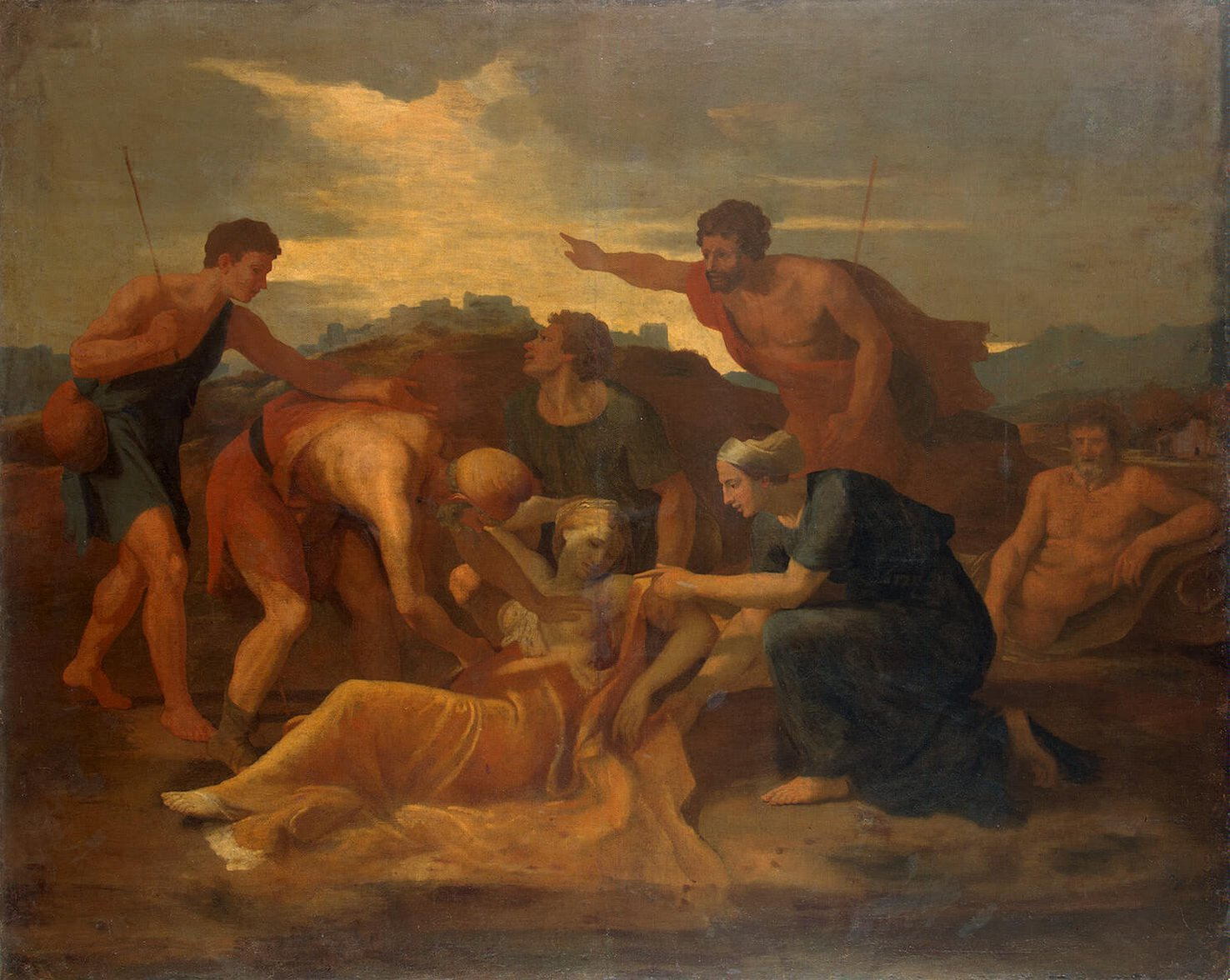
Nicolas Poussin – Queen Zenobia Found on the Banks of the Arax

Nella campagna vicino al fiume Arasse, Radamisto e Zenobia fuggono da Tiridate e dal suo esercito. Zenobia ha finito tutta la sua capacità di sopportazione; Tiridate sta conducendo una guerra con tanto spargimento di sangue solo nel tentativo di soddisfare il suo desiderio di possederla. Ormai a lei sembra quasi che la cosa migliore sia morire per far cessare tanta crudeltà. Chiede al marito di ucciderla; lui cerca di accoltellarla come lei chiede, ma non riesce a fare altro che infliggerle una piccola ferita, al che lei si getta nel fiume. Radamisto viene catturato da Tigrane ed i suoi uomini che gli offrono di portarlo da sua sorella Polissena. Radamisto è addolorato perché pensa alla morte della moglie e prega per la pace per la sua anima. In realtà Zenobia è stata salvata dall'annegamento da Fraarte; Zenobia è ancora piena di furia verso Tiridate.
Nel giardino del palazzo di Tiridate, Zenobia viene fatta entrare da Fraarte e presentata a Tiridate, che la desidera ancora appassionatamente. La sua unica preoccupazione è cercare di scoprire dove sia suo marito. In realtà, Radamisto è ora nello stesso palazzo, essendo stato portato da sua sorella la regina Polissena. Radamisto vuole assassinare Tiridate, ma Polissena ama suo marito, nonostante tutto e si rifiuta di prendere parte a una simile trama.
All'interno del palazzo, Tiridate molesta ancora Zenobia con i suoi desideri, quando Tigrane porta loro la falsa notizia che Radamisto è morto, e presenta un presunto servitore di Radamisto, "Ismeno", in realtà è Radamisto sotto mentite spoglie, che riferisce le ultime parole di Radamisto. Zenobia riconosce la voce di suo marito, e quando vengono lasciati soli, lei e Radamisto cantano del loro amore l'uno per l'altra.

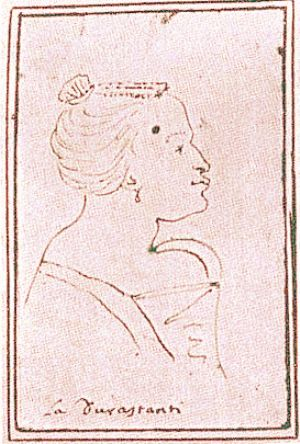
A caricature of Margherita Durastanti, who created the role of Radamisto in the premiere of the opera, and sang the role of Zenobia in the 1720 revision.

### Atto 3
Fuori dal palazzo, Tigrane e Fraarte concordano sul fatto che la tirannia mostruosa di Tiridate deve essere fermata.
In una stanza del palazzo, Zenobia è preoccupata che il travestimento del marito venga scoperto e lui cerca di dissipare i suoi timori. Si nasconde appena Tiridate entra e cerca ancora una volta di sedurre Zenobia. Quando anche Polissena e Farasmene entrano Radamisto esce dal suo nascondiglio, impedendo a Tiridate di molestare Zenobia, ma Farasmene riconosce il figlio Radamisto e lo chiama per nome. Tiridate allora ordina che Radamisto sia giustiziato, nonostante le suppliche della moglie Polissena, il cui amore per il marito si sta trasformando in odio. Radamisto e Zenobia in lacrime si danno l'addio per sempre.
All'interno del tempio, Tiridate è determinato a sposare Zenobia nonostante tutto. Polissena gli porta la notizia che l'esercito, guidato da Tigrane e Fraarte, si è ammutinato ed il popolo si è ribellato. Circondato dai suoi nemici, Tiridate ora vede il suo errore. Lascia liberi Zenobia e Radamisto, che celebrano la loro riunione, chiede perdono alla moglie, e giura di governare per il bene del suo popolo per il resto della sua vita. Tutti celebrano la svolta fortunata di eventi.

## Contesto ed analisi

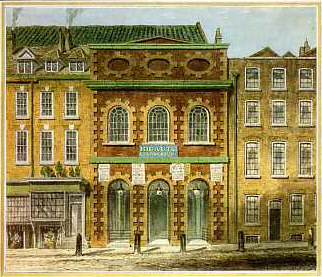
The King's Theatre, London, where Radamisto had its first performance

Händel di origine tedesca, dopo aver trascorso un po' della sua carriera giovanile componendo opere e altri pezzi in Italia, si stabilì a Londra, dove nel 1711 aveva portato l'opera italiana per la prima volta con la sua opera Rinaldo. Un grande successo, Rinaldo provocò una mania a Londra per l'opera seria italiana, una forma concentrata prevalentemente sulle arie solistiche per le star, i virtuosi del bel canto. Nel 1719, Händel fu nominato Maestro di cappella di un'organizzazione chiamata Accademia Reale di musica (nulla a che vedere con il Conservatorio di Londra del giorno d'oggi), una società sotto il patronato della casa reale per la produzione di opere italiane a Londra. Händel non doveva solo comporre opere per la compagnia, ma assumere i cantanti più rinomati, supervisionare l'orchestra e i musicisti e adattare le opere provenienti dall'Italia per le esecuzioni di Londra.
Radamisto fu la prima opera di Handel per la Royal Academy e fu un enorme successo con il pubblico di Londra, come il primo biografo di Handel John Mainwaring ha osservato:
 'Molte donne, che si erano fatte strada dentro il teatro con un impeto poco adatto al loro rango e sesso, svennero per il calore eccessivo e per la calca. Diversi signori furono mandati indietro nonostante avessero pagato quaranta scellini per un posto in galleria, dopo aver disperato di ottenerne uno qualsiasi in platea o nei palchi'.
Lady Mary Cowper osservò nel suo diario: ".... Di notte, Radamisto, una bella opera di Handel. Il re lì con le sue dame. Il principe nel palco di proscenio. Grande folla."
Secondo il parere del musicologo del XVIII secolo Charles Burney Radamisto era "più solida, geniale e piena di fuoco di ogni altro dramma che Handel abbia finora prodotto in questo paese."
L'opera è scritta per archi, flauto, due oboi, fagotto, due corni e gli strumenti del basso continuo (violoncello, liuto clavicembalo).
Insolitamente per un'opera di Handel, il lavoro contiene un quartetto, al culmine del terzo atto. Per Jonathan Keates, Radamisto è un lavoro della prima fase della maturità di Handel come compositore, con la sua invenzione "magistrale" e la caratterizzazione attraverso la musica.

## Registrazioni
| Anno | Cast: Radamisto, Zenobia, Polissena, Tigrane, Fraarte, Tiridate, Farasmane                                     | Direttore, orchestra                         | Etichetta                           |
| ---- | --- | -------------------------------------------- | ----------------------------------- |
| 1994 | Ralf Popken, Juliana Gondek, Lisa Saffer, Dana Hanchard, Monika Frimmer, Michael Dean, Nicolas Cavallier       | Nicholas McGegan, Freiburger Barockorchester | CD:Harmonia Mundi Cat:HMU 907111.13 |
| 2005 | Joyce DiDonato, Maite Beaumont, Patrizia Ciofi, Laura Cherici, Dominique Labelle, Zachary Stains, Carlo Lepore | Alan Curtis, Il Complesso Barocco            | CD:Virgin Classics Cat:545 673–2    |